# TMA16
TMA16 (англ. Translation machinery associated 16 homolog) – білок, який кодується однойменним геном, розташованим у людей на 4-й хромосомі. Довжина поліпептидного ланцюга білка становить 203 амінокислот, а молекулярна маса — 23 864.
| 10         |  | 20         |  | 30         |  | 40         |  | 50         |
| ---------- |  | ---------- |  | ---------- |  | ---------- |  | ---------- |
| MPKAPKGKSA |  | GREKKVIHPY |  | SRKAAQITRE |  | AHKQEKKEKL |  | KNEKALRLNL |
| VGEKLQWFQN |  | HLDPQKKRYS |  | KKDACELIER |  | YLNRFSSELE |  | QIELHNSIRD |
| RQGRRHCSRE |  | TVIKQTMERE |  | RQQFEGYGLE |  | IPDILNASNL |  | KTFREWDFDL |
| KKLPNIKMRK |  | ICANDAIPKT |  | CKRKTIITVD |  | QDLGELELND |  | ESSDSDEEMT |
| AVA        |  |            |  |            |  |            |  |            |

A: Аланін

C: Цистеїн

D: Аспарагінова кислота

E: Глутамінова кислота

F: Фенілаланін

G: Гліцин

H: Гістидин

I: Ізолейцин

K: Лізин

L: Лейцин

M: Метіонін

N: Аспарагін

P: Пролін

Q: Глутамін

R: Аргінін

S: Серин

T: Треонін

V: Валін

W: Триптофан